# Metro Hall
Metro Hall ist ein hohes postmodernes Bürogebäude in Toronto, Ontario, Kanada. Das Gebäude befindet sich an der Kreuzung  Wellington Street und John Street. Es verfügt über 27 Etagen und erreicht eine Höhe von 127 Metern. Das Gebäude ist ein Teil des Metro Centre complex und wurde 1992 fertiggestellt. In dem Gebäude befand sich anfangs der Sitz der Gemeindeverwaltung von Toronto (Municipality of Metropolitan Toronto) und deren Angestellten. Heute wird das Gebäude von der City of Toronto genutzt, welche auch der Besitzer des Gebäudes ist. In dem Gebäude befinden sich mehrere Verwaltungsbüros.